# Nathalie Zajde
Nathalie Zajde (Parigi, 1961) è un medico francese, Maître de conferénces in psicologia all'Università Paris VIII – Saint-Denis.
È inoltre ricercatrice associata al Centre de Recherche Français de Jèrusalem (CRFJ). 
Nathalie Zajde ha creato i primi gruppi di discussione per i sopravvissuti e i figli dei sopravvissuti della Shoah in Francia. Ha inoltre sviluppato dei dispositivi clinici specifici d'aiuto per le persone sofferenti di trauma psichici di origine individuale o di massa. La Zajde ha contribuito alla creazione di un luogo di cura per pazienti con sofferenze psichiche dedicato ai sopravvissuti del genocidio del Ruanda. 
Insieme alla dottoressa Anna-Marie Ulman ha fondato la prima consulta di etnopsichiatria destinata alle popolazioni di origine etiopica emigrate in Israele.
La dottoressa Zadje è riconosciuta come specialista delle sofferenze psicologiche della cosiddetta « infanzia nascosta» - i bambini ebrei nascosti presso cristiani durante la Seconda guerra mondiale per sfuggire alle persecuzioni naziste – ha scritto numerosi articoli per riviste scientifiche e due saggi. 

## Pubblicazioni
- Enfant de survivants, Ed. Odile Jacob, Parigi 1993

Tradotto in Italia come:
- I figli dei sopravvissuti, Moretti & Vitali, Bergamo 2001
- Guérir de la Shoah, Ed. Odile Jacob, 2005

| Controllo di autorità | VIAF (EN) 59152734 · BNF (FR) cb123200293 (data) · J9U (EN, HE) 987007302693505171 |